# René de Chazet
René André Balthazar Alissan de Chazet, né le 23 octobre 1774 à Paris, où il est mort le 17 août 1844, est un auteur dramatique, poète et romancier français.

## Biographie
Fils d'un payeur de rentes, parent de l'ambassadeur de Naples, Mackau, il l'accompagne en Italie (1792) et ne regagne la France qu'en 1797. Il collabore alors à de nombreux journaux et se fait connaître par ses nombreuses pièces, dont beaucoup en collaboration avec Charles-Augustin Sewrin, qui furent représentées dans les plus grands théâtres parisiens du XIXe siècle : Théâtre des Variétés, Comédie-Française, Théâtre du Palais-Royal, Théâtre du Vaudeville etc.
Il concourt en 1808 à l'Académie française et obtient le premier accessit avec son Eloge de Pierre Corneille. En 1814, il est pensionné par Louis XVIII, fait chevalier de la Légion d'honneur et est nommé bibliothécaire du Roi puis receveur des finances, poste qu'il perd en 1830.

## Œuvres
On lui doit 436 pièces dont :
- La Ruse villageoise, opéra-comique en 1 acte, en prose et en vaudevilles, 1793
- Le Mot de l'énigme, vaudeville en 1 acte, avec Marc-Antoine-Madeleine Désaugiers et A.-M. Lafortelle, 1794
- Arlequin journaliste, comédie en un acte, en prose, mêlée de vaudevilles, avec Emmanuel Dupaty et Jean-Baptiste Mardelle, 1797
- Il faut un état, ou la Revue de l'an six, proverbe en un acte, en prose, et en vaudevilles, avec Jean-Michel-Pascal Buhan et François-Pierre-Auguste Léger, 1797
- Les Français à Cythère, vaudeville, avec Auguste Creuzé de Lesser et Emmanuel Dupaty, 1797
- Le Déménagement du salon, ou le Portrait de Gilles, comédie-parade en 1 acte et en vaudevilles, avec Noël Aubin, Emmanuel Dupaty et Léger, 1798
- La Journée de Saint-Cloud, ou le Dix-neuf brumaire, divertissement-vaudeville en un acte et en prose, avec Armand Gouffé et Léger, 1799
- Champagnac et Suzette, comédie-vaudeville en 1 acte, 1799
- Le Buste de Préville, impromptu en 1 acte et en prose, avec Emmanuel Dupaty, 1799
- Deux pour un, comédie en 1 acte, mêlée de vaudevilles, avec Francis d'Allarde, 1799
- Il faut un état, proverbe en 1 acte, avec Léger, 1799
- Éloge de Cailly père, 1800
- Finot, proverbe archi-bête en 1 acte, 1800
- La Lyre d'Anacréon, choix de romances, vaudevilles, rondes de table et ariettes, 1800
- Racine ou la Chute de Phèdre, comédie en deux actes et en vers, mêlée de vaudevilles, avec Sewrin, 1800
- La porte est fermée, vaudeville en un acte, avec Guillaume Lévrier-Champrion, 1800
- L'Hôtel garni, ou la Revue de l'an IX, comédie-vaudeville en un acte, avec Dieulafoy, 1801
- La Revue de l'an huit, suite de la Revue de l'an six, comédie-vaudeville en 1 acte, avec Dieulafoy et Gouffé, 1801
- Philippe le Savoyard, ou l'Origine des ponts-neufs, divertissement en 1 acte et en prose mêlé de vaudevilles, avec Georges-Louis-Jacques Duval et Armand Gouffé, 1801
- Le Joueur d'échecs, vaudeville en un acte, avec Benoît-Joseph Marsollier des Vivetières, 1801
- 11, 76, 88, ou le Terne de Gonesse, vaudeville anecdote en un acte et en prose, avec Michel Dieulafoy et Jean-Baptiste Dubois, 1802
- Le Concert aux Champs-Élysées, vaudeville en 1 acte, avec A.-M. Lafortelle, 1802
- Le Salomon de la rue de Chartres ou les Procès de l'an dix, revue épisodique, vaudeville en un acte, avec J-B Dubois, 1802
- La Première nuit manquée, ou Mon tour de garde, comédie-vaudeville en 1 acte, avec Emmanuel Dupaty, 1802
- Molière chez Ninon, ou la Lecture de Tartufe, avec J-B Dubois, 1802
- Le Mariage de Nina-Vernon, suite de la Petite Ville, et des Provinciaux à Paris, comédie en un acte et en prose, avec Dieulafoy et J-B Dubois, 1802
- Un tour de jeune homme, anecdote en 1 acte, avec Léger, 1802
- Étrennes à Geoffroy, 1802
- L'Amour et l'Argent, ou le Créancier rival, comédie en 1 acte, en prose, mêlée de vaudevilles, avec A.-M. Lafortelle et Marc-Antoine Désaugiers, 1803
- Le Portrait de Juliette, vaudeville en 1 acte, avec Emmanuel Dupaty, 1803
- Cassandre aveugle, ou le Concert d'Arlequin, comédie-parade en 1 acte, mêlée de vaudevilles, avec Théophile Marion Dumersan et Charles-François-Jean-Baptiste Moreau de Commagny, 1803
- Le Vin, le Jeu et les Femmes, ou les Trois Défauts, comédie en 1 acte, mêlée de vaudevilles, 1803
- L'Amant soupçonneux, comédie en 1 acte, en vers, avec A.-M. Lafortelle, 1804
- Caponnet, ou l'Auberge supposée, vaudeville en 1 acte, avec Francis d'Allarde, 1804
- L'École des gourmands, vaudeville en 1 acte, avec Francis d'Allarde et A.-M. Lafortelle, 1804
- Ossian cadet, ou les Guimbardes, parodie des Bardes , vaudeville en 3 actes, avec Emmanuel Dupaty, 1804
- Folie et Raison, comédie en 1 acte, avec Sewrin, 1804
- Le Médecin de Palerme, comédie en 1 acte, mêlée de vaudevilles, avec Sewrin, 1804
- L'Hôtel de Lorraine, proverbe en 1 acte, avec A.-M. Lafortelle, 1804
- La Leçon conjugale, ou l'Avis aux maris, comédie en 3 actes et en vers, avec Sewrin, 1804
- Les Vélocifères, comédie-parade en 1 acte, mêlée de vaudevilles, avec Charles-François-Jean-Baptiste Moreau de Commagny, 1804
- La Fille jokey, vaudeville en 1 acte, avec A.-M. Lafortelle, 1805
- Janvier et Nivôse, étrennes en vaudeville, avec Sewrin, 1805
- La Laitière de Bercy, comédie anecdotique en 2 actes et en prose, mêlée de vaudevilles, avec Sewrin, 1805
- Éloge de La Harpe, 1805
- M. de Largillière, ou Mon cousin de Dreux, comédie en 1 acte, avec Sewrin, 1805
- Les Petites Marionnettes ou la Loterie, 1806
- Roquelaure, comédie en 1 acte, mêlée de vaudevilles, 1806
- Monsieur Giraffe, ou la Mort de l'ours blanc, vaudeville en 1 acte, avec Auguste-Mario Coster, Marc-Antoine-Madeleine Désaugiers, Georges Duval, Francis d'Allarde, Jean-Toussaint Merle, Charles-François-Jean-Baptiste Moreau de Commagny, André-Antoine Ravrio et Joseph Servières, théâtre des Variétés, 1806
- La Belle Hôtesse, comédie en 1 acte, mêlée de vaudevilles, avec léger, 1806
- La Petite Métromanie, comédie en 1 acte et en prose, mêlée de vaudevilles, 1806
- Racine, comédie en 2 actes, avec Sewrin, 1806
- Les Petites Marionnettes, ou la Loterie, comédie en 1 acte et en prose, mêlée de vaudevilles, 1806
- Mademoiselle Gaussin, comédie en 1 acte, mêlée de vaudevilles, 1806
- Dubelloy, ou les Templiers, vaudeville en 1 acte, avec A.-M. Lafortelle, 1806
- Le Politique en défaut, comédie en 1 acte et en vers, avec Sewrin, 1806
- La Duègne et le Valet, comédie en 2 actes et en vaudevilles, avec Sewrin, 1806
- Lundi, mardi et mercredi, ou Paris, Melun et Fontainebleau, comédie en 3 jours et en vaudevilles, avec Sewrin, 1806
- Le Chemin de Berlin, ou Halte militaire, divertissement-impromptu mêlé de vaudevilles, avec Sewrin, 1806
- La Famille des lurons, vaudeville en 1 acte, avec Sewrin, 1807
- La Famille des innocents ou Comme l'amour vient, comédie en 1 acte, avec Sewrin, 1807
- Pauvre Jacques, vaudeville, avec Sewrin, 1807
- La Guerre et la Paix, comédie en 3 actes, 1807
- L'Impromptu de Neuilly, divertissement en 1 acte, 1807
- Romainville, ou la Promenade du dimanche, vaudeville grivois, poissard et villageois, en 1 acte, avec Sewrin, 1807
- L'Intrigue en l'air, comédie en 1 acte, mêlée de vaudevilles, avec Sewrin, 1807
- François Ier, ou la Fête mystérieuse, comédie en 2 actes et en vers, mêlée d'ariettes, avec Sewrin, 1807
- La Journée aux enlèvemens, comédie en 2 actes et en prose, mêlée de vaudevilles, avec Sewrin, 1807
- La Ligue des femmes ou le Roman de la rose, comédie anecdotique en un acte, en prose mêlée de vaudevilles, avec Ourry, 1807
- Les Acteurs à l'épreuve, vaudeville épisodique en 1 acte, avec Charles-Augustin Sewrin, 1808
- Les Bourgeois campagnards, comédie en 1 acte mêlée de vaudevilles, avec Sewrin, 1808
- Le Mari juge et partie, comédie en 1 acte et en vers, avec Ourry, 1808
- La Comédie au foyer, Épilogue en vaudevilles, 1808
- Odes couronnées le 20 janvier à la loge des Neuf-sœurs, 1808
- Habits, vieux galons, comédie en 1 acte, mêlée de vaudevilles, avec Sewrin, 1808
- Ordre et Désordre, comédie en 3 actes et en vers, avec Sewrin, 1808
- Éloge de Pierre Corneille, 1808
- A bas Molière, comédie en 1 acte, mêlée de vaudevilles, 1809
- M. Asinard ou le Volcan de Montmartre, folie en 1 acte, mêlée de couplets, avec Ourry, 1809
- La Leçon de l'oncle, ou Il était tems !, comédie en 1 acte et en prose, mêlée de vaudevilles, avec Sewrin, 1809
- Esprit de l'Almanach des Muses depuis sa création jusqu'à ce jour, 1809
- L'Écu de six francs, ou l'Héritage, comédie en 1 acte et en prose, mêlée de couplets, avec Sewrin, 1809
- Le Caporal Schlag, ou la Ferme de Muldorf, pièce en 1 acte, mêlée de couplets, avec Sewrin, 1809
- Le Fils par hasard, ou Ruse et Folie, comédie en cinq actes, en prose, avec Ourry, 1809
- Les Baladines, folie en 1 acte, en prose, mêlée de couplets, 1810
- Les Commères, ou la Boule de neige, comédie en 1 acte et en prose, mêlée de vaudevilles, avec Sewrin, 1810
- Les Commissionnaires, ou Récompense honnête, comédie en 1 acte et en prose, mêlée de couplets, avec Ourry, 1810
- La Cendrillon des écoles, ou le Tarif des prix, comédie-vaudeville en 1 acte, en prose, avec J-B Dubois, 1810
- Le Bouquet de roses, ou le Chansonnier des grâces, 1810
- Le Jardinier de Schoenbrunn, ou le Bouquet de noces, comédie, 1810
- Le Mai d'amour, ou le Rival complaisant, comédie en 1 acte et en prose, mêlée de couplets, avec Ourry, 1810
- Monsieur Grégoire ou Courte et Bonne, 1810
- Charles et Emma, ou les Amis d'enfance, avec August Lafontaine, 1810
- Coco Pépin, ou la Nouvelle Année, étrennes en 1 acte, mêlées de vaudevilles, avec Sewrin, 1810
- La Double Méprise, comédie en un acte, en prose, 1810
- La Fête du château, bouquet en vaudevilles, 1810
- Le Billet de loterie, comédie en un acte, avec Léger, 1811
- Les Hommes femmes, folie en 1 acte mêlée de couplets, avec Ourry, 1811
- Les Orgues de Barbarie, comédie en 1 acte et en prose, mêlée de couplets, avec Sewrin, 1811
- L'Officier de quinze ans, divertissement en 1 acte, 1811
- La Grande Famille, ou la France en miniature, divertissement en 1 acte et en vaudevilles, 1811
- Le Chantier de Saardam, ou l'Impromptu hollandais, divertissement, 1811
- L'Art de causer, épître d'un père à son fils, 1812
- La Famille mélomane, comédie en 1 acte, mêlée de couplets, avec Ourry, 1812
- Les Russes en Pologne, tableau historique depuis 1762 jusqu'à nos jours, 1812
- Je m'émancipe, comédie-vaudeville en un acte, avec J-B Dubois, 1812
- Les Filles à marier, ou l'Opéra de Quinault, comédie en 1 acte, mêlée de couplets, avec Simonnin, 1812
- La Ci-devant jeune femme, comédie en 1 acte, mêlée de couplets, avec Simonnin, 1813
- Les Poètes en voyage, ou le Bouquet impromptu, vaudeville en 1 acte, avec Marc-Antoine Désaugiers, 1813
- Bayard à Mézières, opéra-comique en 1 acte, avec Emmanuel Dupaty, 1814
- Lecoq, ou les Valets en deuil, comédie en 1 acte mêlée de couplets, avec Simonnin, 1814
- La Cabale au village, comédie en 1 acte, mêlée de couplets, avec Antoine Jean-Baptiste Simonnin, 1814
- La Batelière du Loiret, comédie en 1 acte, mêlée de vaudevilles, avec Maurice Ourry, 1815
- Chacun son tour, ou l'Écho de Paris, divertissement villageois en vaudevilles, avec Marc-Antoine Désaugiers et Michel-Joseph Gentil de Chavagnac, 1816
- Les Trois Journées, ou Recueil des différens ouvrages que l'auteur a eu l'honneur d'adresser, au nom de la Garde nationale, à Sa Majesté et à S. A. R. Monsieur, pour l'anniversaire des 12 avril et 4 mai 1814 et du 8 juillet 1815, 1817
- Tableau des élections, depuis 1789 jusqu'en 1816, suivi de Quelques idées sur les élections prochaines, 1817
- Les Deux Macbeth impromptu, 1817
- Les Femmes officiers, ou Un jour sous les armes, comédie en 1 acte mêlée de vaudevilles, avec J-B Dubois, 1818
- La Statue de Henri IV, ou la Fête du Pont-Neuf, tableau grivois en 1 acte, avec Désaugiers, Michel-Joseph Gentil de Chavagnac et Joseph Pain, 1818
- M. Partout, ou le Dîner manqué, tableau-vaudeville en 1 acte, avec Désaugiers et léger, 1819
- La Robe feuille morte, pièce en 1 acte, 1819
- Éloge historique de... Charles-Ferdinand d'Artois, duc de Berry, 1820
- La Nuit et la Journée du 29 septembre 1820, ou Détails authentiques de tout ce qui s'est passé le jour de la naissance de monseigneur le duc de Bordeaux, 1820
- Le Berceau du prince, ou les Dames de Bordeaux, à-propos vaudeville en 1 acte, avec Nicolas Brazier, Marc-Antoine-Madeleine Désaugiers, Jean-Baptiste Dubois et Michel-Joseph Gentil de Chavagnac, 1820
- Les Arts rivaux, intermède, 1821
- Un dimanche à Passy, ou M. Partout, tableau-vaudeville en 1 acte, avec Désaugiers et Léger, 1821
- Le Concert d'amateurs, comédie en 1 acte, avec Brazier, 1821
- Relation des fêtes données par la ville de Paris et de toutes les cérémonies qui ont eu lieu dans la capitale à l'occasion de la naissance et du baptême de Mgr le duc de Bordeaux, 1822
- L'Inauguration de la statue de Louis XIV, ode, 1822
- Les Royalistes à la Chaumière, 1822
- Le Matin et le Soir, ou la Fiancée et la Mariée, comédie en 2 actes, mêlée de couplets, avec Armand d'Artois et Théaulon, 1822
- L'Écarté, ou Un lendemain de bal, comédie en 1 acte, mêlée de vaudevilles, avec Jacques-André Jacquelin et Maurice Ourry, 1822
- Le Deux Mai ou la Fête de Saint-Ouen, divertissement en 1 acte, 1823
- La France et l'Espagne, ou les Deux Familles, intermède, 1823
- Les Femmes de chambre, vaudeville en 1 acte, avec Sewrin, 1823
- Le Conciliateur, ou Trente mois de l'histoire de France, 1824
- Louis XVIII à son lit de mort, ou Récit exact et authentique de ce qui s'est passé au château des Tuileries, les 13, 14, 15 et 16 septembre 1824, 1824
- Des mœurs, des lois et des abus, tableaux du jour, 1829
- Mémoires posthumes, lettres et pièces authentiques touchant la vie et la mort de Charles-François, duc de Rivière, 1829
- La Jolie Voyageuse ou les Deux Giroux, anecdote contemporaine en un acte, avec Achille d'Artois et Joseph-Bernard Rosier, 1834
- Les Chansons de Désaugiers, comédie en cinq actes mêlée de couplets, avec Frédéric de Courcy et Emmanuel Théaulon, 1836
- La Cour des miracles, chronique de 1450, vaudeville en 2 actes (tiré de Notre-Dame de Paris de Victor Hugo), avec Jean-Pierre-François Lesguillon et Emmanuel Théaulon, 1836
- Du pain et de l'eau, comédie anecdote en un acte, 1836
- Charles X, esquisse historique, 1837
- Mémoires, souvenirs, œuvres et portraits, 1837
- Eudoxie ou le Meunier de Harlem, 1840
- Hymne à l'amitié, romance nouvelle avec accompagnement de piano ou harpe, non daté
- Le Vingt-un janvier, chant funèbre, non daté
- Vive le roi ! ou le Chant d'un français, non daté